# Василкивски майоликов петел
Василкивският майоликов петел (на украински: Півник васильківської майоліки), още известен като Бородянски петел, е реплика, произведена от Василкивската фабрика за майолика, по оригинала на Валерий Проториев и Надя Проториева.
Копие от такъв петел е открито в една от къщите, разрушени от руските бомбардировки в Бородянка, Украйна, стоящ върху кухненски шкаф. Керамичната фигура привлича голямо внимание, тъй като е непокътната на стената на изцяло разрушения апартамент.
Заедно с кучето Патрон и котката от Бородянка, спасена от разрушена къща, петелът се превръща в символ на стабилност по време на руската инвазия на Украйна.

## История
Петелът се произвежда във Василкивската фабрика за майолика от началото на 60-те до 80-те години на XX век.
След като снимката на оцелелия петел в разрушена къща в Бородянка обикаля света, украинските медии и хората в социалните мрежи проявяват особен интерес към това произведение на изкуството. Шкафът е забелязан и заснет от украинската фотожурналистка Елизавета Серватинска.
Петелът, заедно с шкафчето, е отнесен в експозицията на Музея на Революцията на достойнството.
Още един подобен петел е намерен в бомбардирана къща в село Мошчун.

## Авторство
Първоначално произведението е погрешно приписано на Прокип Бидасюк.
Серхий Денисенко, главният художник на Василковската майоликова фабрика през последните години, смята, че авторството на петела принадлежи на Валери Проториев и съпругата му Надя.

## Символизъм
Кухненският шкаф с непокътнатия петел се превръща в символ на стабилност и неукротимост. Появява се мем: „Бъди силен като този кухненски шкаф“. Шкафът с петела се споменава и като символ на несломимия украински дух.
Петелът се появява в илюстрациите на Олександр Грехов, Дима Коваленко и комичния рисуван герой – котката Инжир. Той е активно търсен в сайтовете за онлайн продажби.
Петелът се превръща в една от популярните теми за великденски писани яйца, като литовският дизайнер Лаймес Кудикис го поставя на такова яйце.
По време на посещението на министър-председателя на Великобритания Борис Джонсън в Киев на 9 април 2022 г. на него и президента на Украйна Володимир Зеленски са подарени подобни керамични петли.
Първият паметник на петела се появява в Березне през април 2022 година.
Украинската поща предлага пускането на марка с петела през юни 2022 година.

## Галерия
- Преместването на петела в Музея на Революцията на достойнството
- Писано яйце с изображение на петела
- Борис Джонсън получава петела по време на разходката си из Киев заедно с Володимир Зеленски на 9 април 2022 г.